# 熊奮渭
熊奮渭（1580年—1674年），字佐文，號洛望，河南省汝寧府光州商城縣（今河南省商城縣）人，明末初清政治人物、進士出身。

## 生平
萬曆三十七年（1609年）己酉科河南鄉試第五十名举人，四十四年（1616年），登丙辰科進士，都察院觀政，四十五年授南直隶如皋縣知縣，四十六年應天府同考，四十七年調任泰興縣知縣。不久入朝擔任禮科給事中，天啓四年（1624年）升工科左給事中，本年山東主考，升戶科都給事中，五年降调，六年削籍为民。
崇禎元年，起復兵科都給事中，以事贬职，二年降補山西按察司知事，三年升行人司左司副，五年升南吏部考功司主事，遷尚寶司丞。后改任尚寶卿。崇禎十一年，以右僉都御史銜，任浙江巡撫，此後官至兵部侍郎。崇禎十四年，任南京戶部右侍郎。
清兵入關後歸附，順治四年（1647年），任大理寺卿。順治五年，改任刑部右侍郎。

## 家族
高祖熊孟山。曾祖熊资。祖父熊應奎，增廣生。祖母张氏。父熊伟，萬曆乙未進士、山西阳城县知县。母廖氏。弟熊腾渭。